# Эфрусси, Полина Осиповна
Полина (Перл) Осиповна Эфрусси (также Эфруси, нем. Perla Ephrussi; 22 августа 1876, Кишинёв, Бессарабская губерния — 29 октября 1942, Минеральные Воды) — советский психолог и педагог, доктор философских наук, профессор ленинградского Института по изучению мозга и психической деятельности.
Убита нацистами вместе с группой детей в ходе Холокоста.

## Биография
Перл (Полина Осиповна) Эфрусси родилась в Кишинёве в семье банкира и зерноторговца, купца первой гильдии Иосифа Исааковича Ефруси (в других документах Арон-Йосиф Ицикович Эфруси) и его жены Ривки (Ревекки) Абрамовны Бланк, заключивших брак там же в 1856 году. Отец, уроженец Белой Церкви, вместе с шурином владел банковской конторой в Кишинёве, а также фирмой по экспорту зерна, располагавшейся в Одессе на пересечении Почтовой и Елизаветинской улиц. В 1885—1893 годах училась в городской гимназии для девочек, до 1897 года работала учительницей арифметики в Кишинёвском женском еврейском профессиональном училище (Еврейского колонизационного общества). В 1897—1900 годах училась в Берлинском университете, в 1901 году — в Университете Бреслау, в 1902—1904 годах — в Гёттингенском университете, где работала в лаборатории экспериментальной психологии под руководством Г. Э. Мюллера и защитила диссертацию «Экспериментальный подход к учению о памяти» с описанием классического эксперимента по роли повторения в процессах запоминания («Experimentalle Beiträge zur Lehre vom Gedächtnis», 1904, издана отдельной книгой).
По возвращении в Россию поселилась в Петербурге. В 1912 году перевела с немецкого языка книгу Вильгельма Грубе «Духовная культура Китая: литература, религия, культ» (СПб.: Брокгауз—Ефрон). Занималась также переводом психологической литературы (в том числе работы Карла Штумпфа «Явления и психические функции»).
В 1918 году совместно с Н. Н. Бахтиным, А. В. Луначарским, М. В. Богдановым-Березовским и другими стала одним из учредителей Курсов художественного слова (впоследствии Институт живого слова), вела курс психологии речи и мышления. Возглавляла психологическую лабораторию Педагогического музея. Автор многочисленных трудов в области экспериментальной психологии, детской патопсихологии, психологии школьного образования, дефектологии (отклонений поведения и умственной отсталости), судебной и генетической психологии, эйдетике. В 1912—1925 годах вместе с Е. И. Тихеевой и Л. И. Чулицкой-Тихеевой была редактором сборников серии «Новые идеи в педагогике».
В 1930-е годы жила в Ленинграде вместе с сестрой — педиатром З.О. Мичник — в новом «Доме специалистов» на Лесном проспекте, дом №61.
В мае 1942 года вместе с сестрой была эвакуирована Ленсоветом из блокадного Ленинграда на Северный Кавказ в Кисловодск, где на базе 1-го Ленинградского медицинского института был организован филиал для подготовки врачей.
В первых числах августа 1942 года немецкие войска вошли в Кисловодск. Часть сотрудников и преподавателей успела покинуть город и пешим порядком направились в Тбилиси, но многие остались. Эфрусси с сестрой оказались в Ессентуках, были схвачены немцами и после неудачной попытки самоубийства расстреляны на стекольном заводе в Минеральных Водах.

О произошедшем свидетельствует Илья Эренбург:
«9 сентября все евреи Ессентуков были собраны в помещении бывшей школы. Некоторые пытались кончить самоубийством, подозревая ловушку. Так, повесился доцент Ленинградского университета Герцберг. Пытались покончить с собой профессор Ленинградского института педиатрии (прим.: института по изучению мозга) Ефруси и доцент Мичник. Немцы их спасли, чтобы казнить вместе с другими. Ночь обречённые провели в школе. Плакали дети. Часовые ругались и пели песни. В 6 часов утра 10 сентября евреев посадили на грузовики и повезли к городу Минеральные Воды. Вещи тут же были розданы полицейским. В одном километре от Минеральных Вод находится стекольный завод. Возле него был противотанковый ров. Туда привезли евреев из Ессентуков. Мазали губы детей ядовитой жидкостью. Взрослым приказали раздеться: немцы складывали на грузовики одежду и обувь. Пытавшихся убежать расстреливали. Потом начали партиями загонять в ров и убивать».

## Семья
- Брат — Борис Осипович (Бенцион Иоселевич) Эфруси (1865—1897), экономист и журналист.
- Сёстры — Зинаида Осиповна Мичник (1878—1942[6]), советский педиатр, организатор здравоохранения, доктор медицинских наук (1935[7]); Гитла Иосифовна Эфрусси (1883—1942), жертва блокады Ленинграда[8]; Софья Осиповна (Сура Иосифовна) Эфруси (в замужестве Лазаркевич; 1874—1957), подвергалась арестам как член партии эсеров (1905), член Боевой организации партии эсеров (1907—1911)[9][10][11]; преподаватель арифметики в Кишинёвском женском еврейском профессиональном училище Еврейского колонизационного общества, жена журналиста, химика и члена партии эсеров Никифора Александровича Лазаркевича (партийный псевдоним «Фор»; 1877—1871) — супруги эмигрировали сначала во Францию, затем в США.
- Племянник (сын брата, врача-физиотерапевта, заведующего Цандеровским механолечебным институтом в Одессе Исаака Иосифовича Эфруси, 1859—?[12]) — Яков Исаакович Эфрусси (Эфруси; 1900—1996), инженер-изобретатель в области радиотехники и телевидения, автор воспоминаний о годах, проведённых в ГУЛАГе[13]. Племянник (сын брата, московского химика и индустриалиста Самуила Осиповича Эфрусси) — французский генетик и молекулярный биолог Борис Самойлович Эфрусси[14]; племянница — музыкальный педагог Елена Самойловна Эфрусси.
- Племянницы (дочери сестры Бейлы (Бетти) Иосифовны Закс, 1867—1931) — Анна Борисовна Закс, историк-музеевед, и Сарра Борисовна Закс (1898—1981), филолог и педагог-методист.
- Двоюродные братья (со стороны матери) — Юлий (Йоел) Аронович Клигман, писатель и журналист, в советское время публиковавшийся под псевдонимом «Юрий Калугин»; Рувим Маркович Бланк, химик, общественный деятель и публицист. Двоюродная сестра (и жена брата) — Ева Марковна Эфруси, историк.

## Книги
- Experimentalle Beiträge zur Lehre vom Gedächtnis. Inaugural-Disseration zur Erlangung der Doktorwürde einer hohen philosophischen Fakultät der Georg-Augusts-Universität vorgelegt von Perla Ephrussi aus Kischinew. Лейпциг: Verlag von Johann Ambrosius Barth, 1904. Переиздание в двух частях — в журнале «Zeitschrift für Psychologie und Physiologie der Sinnesorgane», 37: 56—103, 161—234, Берлин, 1904/1905.
- Персеверация, как фактор нормальной психической жизни. Доклад, читанный в Русском обществе нормальной и патологической психологии 12 мая 1909 года. СПб: Типография П. П. Сойкина, 1910. — 19 с.
- Успехи психологии в России. Итоги съезда по психоневрологии в Москве 10—15 января 1923 г. Петроград, 1923.
- Профилактика хулиганства и школа. М.: Государственное издательство РСФСР, 1928.
- Очерки по психологии ребёнка школьного возраста. 2-е издание. М.: Работник просвещения, 1928.
- Психология раннего детства. М.—Л., 1931.
- Школьная неуспеваемость и второгодничество. М.—Л., 1932; М.: Просвещение, 1998.